# غضوب
غضوب أو بُنْغار (هو الاسم الهندي الماليزي لهذه الأفاعي) (الاسم العلمي Bungarus). جنس حيات خبيثة سامة من أماميات الأخاديد. أنواعها المعروفة نحو 15 أوطانها تمتد من أفغانستان إلى الهند وماليزيا. أجسامها شبه أسطوانية قضيفة دقيقة الأذناب تطول من 160 إلى 210 سم. أثوابها صفراء اللون أو زرقاء يعلوها تجذيع متعرض منتظم الترتيب أسود أو أحمر.